# 葛瀅
葛瀅（朝鮮語: 갈형）は、朝鮮氏族の南陽葛氏の始祖とされる。南陽諸葛氏の一員でもある。
諸葛瀅の祖先は、諸葛亮の父の諸葛珪にある。諸葛珪の20代子孫の諸葛公巡が新羅興徳王時代に新羅に帰化し、諸葛公巡の子孫として生まれた。
高麗高宗の時代に姓氏の諸葛氏をそれぞれ一つずつ分けて、兄の諸泓は諸氏を、弟の葛瀅は葛氏を継承した。